# Sztyeppi varánusz

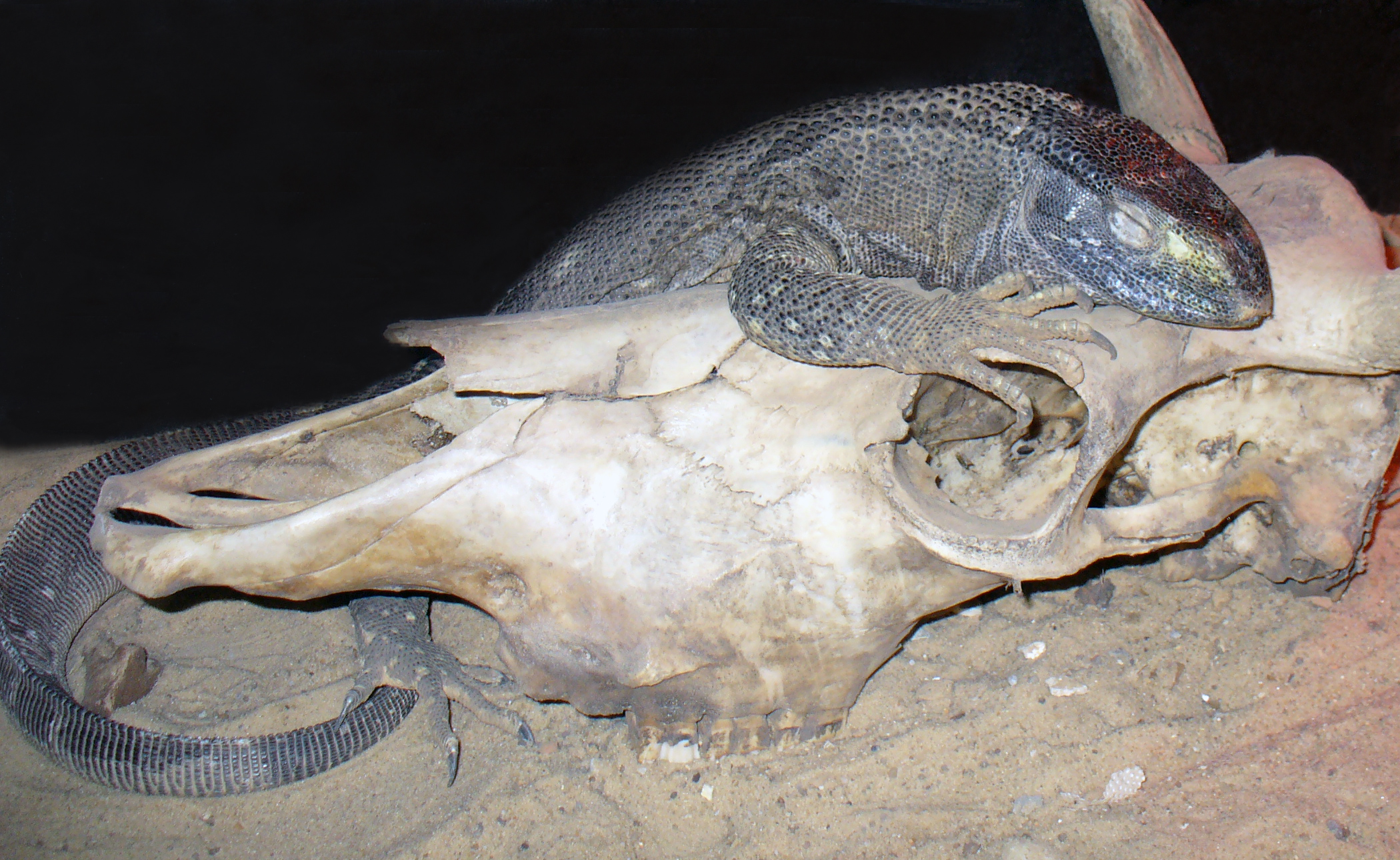

A sztyeppi vagy szavannavaránusz (Varanus exanthematicus), a pikkelyes hüllők (Squamata) rendjének, gyíkok (Sauria) alrendjébe tartozó varánuszfélék (Varanidae) családjának egyik faja.
A négy afrikai varánuszfaj egyike. Kis mérete és nyugodt természete miatt a terraristák nagyon kedvelik, ezért tömegesen hozzák be Európába és Észak-Amerikába hobbiállatnak.

## Előfordulása
Élőhelye Kelet-Afrika, elsősorban Kenya és Tanzánia, de Togóban is gyakori.
Füves, ligetes szavannák, bozótosok lakója, megtalálható a félsivatagokban és a trópusi lombhullató erdőkben is, de az esőerdőket és a sivatagokat kerüli.
Elterjedésének északi határa a Szahara, dél felé pedig fokozatosan a fehértorkú varánusz váltja fel.

## Megjelenése
A szavannavaránusz felépítése kissé eltér a többi varánuszétól: nem olyan karcsú, mint az ázsiai fajok többsége. A feje kicsit tompa, a többi varánuszénál kevésbé hosszúkás. A nyaka is rövid, a farka nagyon vastag, ovális, és abban zsírt raktároz az ínséges időkre. Teste ugyanolyan hosszú, mint a farka – a kifejlett példányok elérhetik a 75–120 cm-t. A fogságban tartott egyedek hajlamosak az elhízásra.
Színe nagyon változatos: világosbarna, drapp, sötétbarna vagy szürke – a szürke valamilyen árnyalata a legtöbb példányon megfigyelhető. Képes változtatni a színét, hogy könnyen beleolvadhasson környezetébe, és hideg időben is sötétebb árnyalatra vált, hogy segítse a hőfelvételt. Hűvösben nem szeret mozogni, de amint elérte az optimális testhőmérsékletet, aktiválódik és kivilágosodik, ilyenkor is lassabb azonban a legtöbb varánusznál.

## Életmódja
A többi varánuszhoz hasonlóan nappal aktív, csak a legforróbb órákban vonul vissza menedékbe. Megeszik szinte bármit a rovaroktól és csigáktól a rágcsálókon és tojásokon át a dögökig – fiatal korában még főleg ízeltlábúakat eszik, aztán ahogy nő, egyre nagyobb állatokat zsákmányol. Bekapják a mérgező százlábúakat is. Erős a kannibál hajlama: előszeretettel fogyasztja el kisebb fajtársait.
Jellemző rá a territoriális viselkedés: a hímek hevesen védelmezik területüket. Ha sarokba szorítják, farkának csapásaival védekezik, és ha ez sem segít, halottnak tetteti magát. Az ínséges száraz évszakot végigkoplalja, és ezalatt akár testsúlyának tizedét is elvesztheti. Ehhez az esős évszakban gyűjt zsírtartalékot.

## Szaporodása
Alapvetően magányos állat. Az esős évszakban párzik, ilyenkor, ha egy hím egy nőstényt talál, nyakát harapdálva és karmolásokkal készteti azt párzásra. A nőstény 2–5 db, 15–30 cm mély üreget ás, és azokba egyenként legfeljebb 15, összesen 20–50 tojást rak. Ezek a hőmérséklettől függően 5-6 hónap múlva kelnek ki. A kikelő kis gyíkok aránya igen magas, sokszor 100%. A kis varánuszok gyorsan fejlődnek, főleg az első két hónapban.
Veszélyeztetett faj, a bennszülöttek húsáért és bőréért vadásszák, de leginkább az illegális állatkereskedelem veszélyezteti.

## Tartása

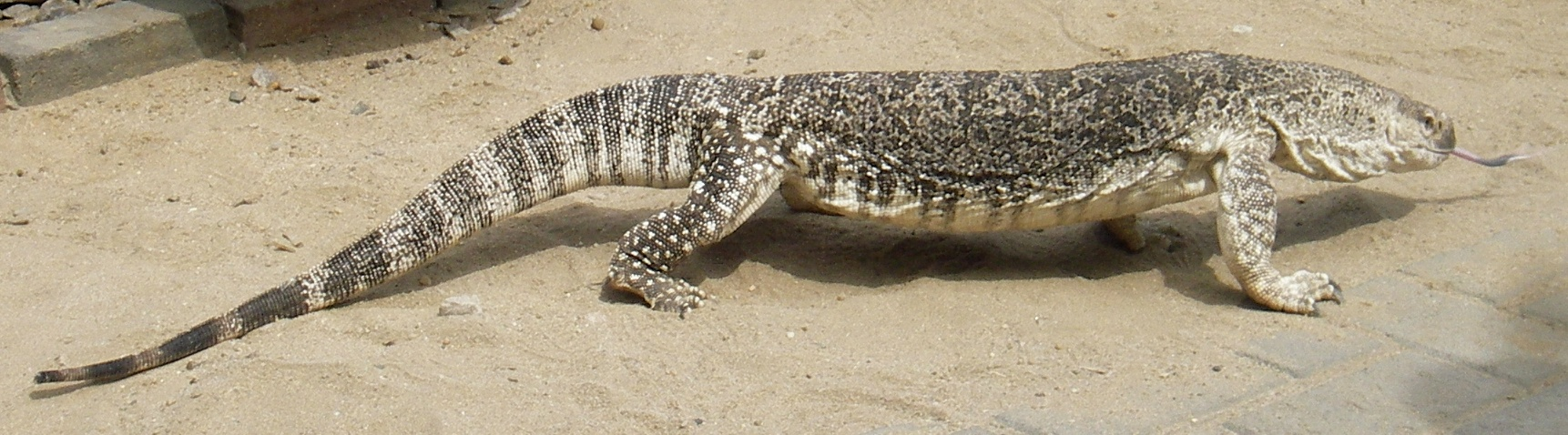

Nagyon kedvelt állat a terraristák körében. Tartásához Cites II engedély szükséges. A fogságot, a terráriumot legtöbbször gyorsan megszokja. Folyamatos törődés esetében hamar kezessé válik, ámde szelídségről nem beszélhetünk, hiszen a varánuszok mégis csak vadállatok. Hamar megszokják az ember jelenlétét, manipulációit. Kiskorában nagyon ütemesen nő, majd 50–60 cm körül kicsit lelassul a hirtelen növekedés. A hímek sokkal nagyobbra és robusztusabbra nőnek a nőstényeknél, így terráriumi tartásuk esetében nagyobb helyre is van szüksége egy kifejlett hím varánusznak, mint egy nősténynek. Várható élettartamuk kb 15-25 év. Találkozhatunk rekord életkorú varánuszokkal is, amelyek túlhaladták a 30. életévüket is.
A terrárium legalább 200 cm * 100 cm * 60 cm legyen; legjobb talaja a kavicsos homok. Tegyünk bele néhány farönköt vagy nagyobb követ, amik közé elrejtőzhet, és egy fürdőmedencét, amiben hűsölhet! Ezt gyakran kell tisztítani, mert az állat rendszeresen belepiszkít. Fontos még a megfelelő napfény (UVA, UVB) állatunk egészségéhez. Nyáron, megfelelő időjárás esetében napoztatni érdemes az állatot. Ezt megtehetjük udvarunkon, szökésbiztos kifutó segítségével. Ha nem tudjuk megoldani a friss levegőn történő napoztatást, abban az esetben szükségünk lesz (télen, hideg időben is) egy terráriumi UV fénycsőre vagy kompakt égőre, amely megfelelő UV sugárzást nyújt kedvencünk részére.

## Külső hivatkozások
- A faj szerepel a Természetvédelmi Világszövetség Vörös Listáján. IUCN. (Hozzáférés: 2011. augusztus 18.)
- Köpcös varánusz
- Sztyeppei varánusz
- ITIS állatrendszertan
- Varanus exanthematicus